# Шаньдунсько-ляодунський говір
Шаньдунсько-ляодунський говір або говір Цзяо-Ляо (спрощ.: 胶辽官话; кит. трад.: 膠遼官話; піньїнь: jiāoliáo guānhuà, цзяоляо ґуаньхуа) — діалект, яким розмовляють мешканці китайських півостровів Шаньдун та Ляодун. 
Належить до північно-східної групи говорів північного наріччя китайської мови. Близький до розмовної китайської мови путунхуа. 
Поширений у містах Ціндао й Яньтай та південному-сході провінції Шаньдун, а також містах Далянь та Даньдун провінції Ляонін, КНР. У зв'язку з переселенням в 19 столітті частини ханців до північно-східного Китаю та Маньчжурії, розповсюджений у східних районах провінції Цзілінь. 
Назва походить від стародавніх імен півостровів Шаньдун та Ляодун.
Кількість мовців на 1988 рік становила близько 28 мільйонів осіб.